# Cheng Ji (pintor)
Cheng Ji (en xinès: 程及; en pinyin: Chéng Jí) fou un pintor xinès, especialitzat en aquarel·les, que va néixer el 1912 a Wuxing, província de Zhejiang i va morir l'any 2005. En alguns articles de la premsa nord-americana se'l cita amb el nom de Chen Chi, possiblement això es deu al fet que, en la transcripció Wade-Giles, l'artista és Ch'eng Chi.
Després de d'un temps de viure al nord de la Xina i Xangai, el 1934 fa formar part de la “White Goose Painting Society”, creada el 1923 per quatre antics estudiants de Liu Haisu (Chen Qiucao, Pan Sitong, Du Xueou i Fang Xuegu). El 1945, exhibeix les seves pintures als Estats Units i l'any 1947 resideix a Nova York, visitant, a partir de 1972, la Xina diverses vegades. El 1999 es va inaugurar a Xangai el museu que duu el seu nom i que està ubicat al campus de la Shanghai Jiao Tong University.
Als Estats Units, Cheng Ji, va aconseguir la ciutadania nord-americana. La seva primera exposició individual va ser a l'Aert Center de Nova York (1947). I a partir d'aquest moment ha exhibit les seves obres per diferents localitats d'aquell país (al Museu d'Art de Portland a Maine, Museum of Fine Arts, Houston, al Centre de Arte de Miami Beach, al Centre d'Art La Jolla, al Museu commemoratiu de Witte i al Charles and Emma Fry Museum of Art de Seattle). A part de pintar aquarel·les també va ser il·lustrador de diverses revistes (com la Colliers).